# Colonialidad del saber

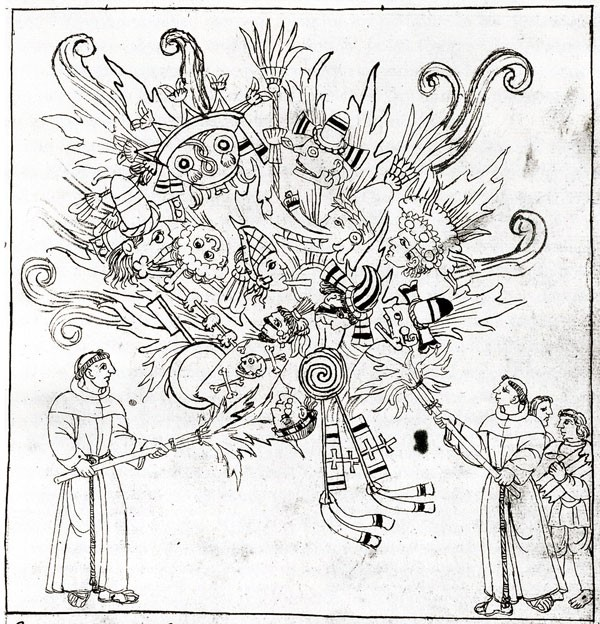
En su Descripción de Tlaxcala de 1585, Diego Muñoz Camargo ilustró la quema de libros de códices precolombinos por parte de los frailes franciscanos.

La colonialidad del saber es un concepto que el sociólogo peruano Aníbal Quijano desarrolló y adaptó al pensamiento decolonial contemporáneo. El concepto critica lo que sus defensores llaman el sistema de conocimiento eurocéntrico, argumentando que el legado del colonialismo sobrevive dentro de los dominios del conocimiento. Para los estudiosos decoloniales, la colonialidad del saber es central para el funcionamiento de la colonialidad del poder y es responsable de convertir a los sujetos coloniales en víctimas de la colonialidad del ser, término que se refiere a las experiencias vividas por los pueblos colonizados.

## Origen y desarrollo
Fregoso Bailón y De Lissovoy sostienen que Hatuey, un guerrero taíno de la isla La Española (en donde se encuentran Haití y República Dominicana), fue uno de los primeros en reconocer «el conocimiento occidental como un discurso colonial». Inspirado por Hatuey, Antonio de Montesinos inició su carrera como educador en 1511, enseñando el pensamiento crítico a Bartolomé de las Casas.
En la era contemporánea, Frantz Fanon es considerado una figura influyente por su crítica de los aspectos intelectuales del colonialismo. Según Fanon, «el colonialismo es un proceso tanto psíquico y epistemológico como material». Aníbal Quijano se basó en esta idea y avanzó en la crítica de las dimensiones intelectuales del colonialismo.
El concepto de colonialidad del saber proviene de las teorías de la colonialidad, que abarcan la colonialidad del poder, la colonialidad del ser y la colonialidad del saber. El sociólogo peruano Aníbal Quijano introdujo el concepto de colonialidad del saber en 1992,  discutiendo los sistemas de poder global, el conocimiento, la jerarquía racial y el capitalismo en la historia de América Latina desde el siglo XIV hasta el presente. Pensadores decoloniales como Walter Mignolo, Enrique Dussel y Santiago Castro-Gómez ampliaron posteriormente el concepto.

## Contexto
Según Quijano, el colonialismo ha tenido una influencia particular en los modos de conocimiento, producción de conocimiento, perspectivas y visiones de las culturas colonizadas; y sistemas de imágenes, símbolos y modos de significación; junto con sus recursos, patrones e instrumentos de expresión formalizada y objetivada. Para Quijano, esta supresión del conocimiento acompañó la aniquilación de la poblaciones indígenas en todo el continente, así como de las sociedades y tradiciones indígenas. Quijano dijo que los patrones de supresión, expropiación e imposición del conocimiento creados durante el período colonial, refractados a través de concepciones de raza y jerarquía racial, persistieron después de que el colonialismo fue derrocado como «un orden político explícito». Esto persiste en numerosas «situaciones coloniales» en las que individuos y grupos de regiones históricamente colonizadas son excluidos y explotados. Los académicos decoloniales se refieren a este legado continuo del colonialismo como «colonialidad», que describe el legado percibido de opresión y explotación del colonialismo en muchos dominios interrelacionados, incluido el conocimiento. Ndlovu-Gatsheni cita a Quijano, refiriéndose al «control de la economía; control de la autoridad, control del género y la sexualidad; y control de la subjetividad y el conocimiento».

## Perspectiva teórica
Para Nelson Maldonado-Torres, la colonialidad denota las estructuras de poder de larga data que se desarrollaron como resultado del colonialismo pero que continúan teniendo un impacto en la cultura, el trabajo, las relaciones interpersonales y la producción de conocimiento que se extiende mucho más allá de los límites formales de las administraciones coloniales. Sigue vivo en la literatura, los estándares de rendimiento académico, las tendencias culturales, el sentido común, la autoimagen de las personas, las metas personales y otros aspectos de la vida moderna. Aníbal Quijano describió esta estructura de poder como «colonialidad del poder» que se basa en la idea de «colonialidad del saber», que es «central para el funcionamiento de la colonialidad del poder». Mientras que el término colonialidad del poder se refiere a la interrelación entre «formas modernas de explotación y dominación», el término colonialidad del saber se refiere a la influencia del colonialismo en los ámbitos de producción de conocimiento. Karen Tucker identifica la «colonialidad del saber» como «una de múltiples formas de opresión que se cruzan» dentro de un sistema de «colonialidad global». La colonialidad del saber «se apropia del significado» de la misma manera que la colonialidad del poder «toma autoridad, se apropia de la tierra y explota el trabajo».
La colonialidad del saber plantea preocupaciones epistemológicas tales como quién crea qué conocimiento y con qué propósito, la relevancia e irrelevancia del conocimiento y cómo conocimientos específicos quitan o empoderan a ciertos pueblos y comunidades. La tesis cuestiona directa o implícitamente categorías y actitudes epistemológicas fundamentales como la creencia y la búsqueda de la verdad objetiva, el concepto de sujeto racional, la distinción epistemológica entre el sujeto conocedor y el objeto conocido, la suposición de «la validez universal del conocimiento científico, y la universalidad de la naturaleza humana». Según esta teoría, estas categorías y actitudes son «construcciones eurocéntricas» que están intrínsecamente imbuidas de lo que podría llamarse la «voluntad colonial de dominar». Los teóricos decoloniales se refieren al «sistema de conocimiento eurocéntrico», que creen que había asignado la creación de conocimiento a los europeos y priorizado el uso de métodos europeos de producción de conocimiento. Según Quijano, la hegemonía de Europa sobre el nuevo paradigma de poder global consolidó bajo su hegemonía todas las formas de control sobre la subjetividad, la cultura y, en particular, el conocimiento y la creación de conocimiento. Esto resultó en la negación de la creación de conocimiento a los pueblos conquistados, por un lado, y la represión de las formas tradicionales de producción de conocimiento, por el otro, basándose en la relación de superioridad/inferioridad de la estructura jerárquica.
Quijano caracteriza el conocimiento eurocéntrico como una «racionalidad o perspectiva específica del conocimiento que se volvió globalmente hegemónica» a través de la operación entrelazada del colonialismo y el capitalismo. Funciona mediante la construcción de relaciones jerárquicas binarias entre «las categorías de objeto» y simboliza una «racionalidad tecnocrática» secular, instrumental y específica que Quijano contextualiza en referencia al pensamiento de Europa occidental de mediados del siglo XVII y a las demandas de la expansión del capitalismo global del siglo XIX. Para Quijano, codifica las relaciones entre Europa occidental y el resto del mundo utilizando categorías como «primitivo-civilizado», «irracional-racional» y «tradicional-moderno»; y crea distinciones y jerarquías entre ellos de modo que la «no Europa» se proyecta alineada con el pasado y, por lo tanto, se asume como «inferior, si no siempre primitiva». De manera similar, codifica la relación entre Europa occidental y la «no Europa» como una relación entre sujeto y objeto, perpetuando el mito de que Europa occidental es la única fuente de conocimiento confiable. Para Quijano, el «paradigma epistemológico occidental» sugiere:

Sólo la cultura europea es racional, puede contener «sujetos» —las demás no son racionales, no pueden ser ni albergar «sujetos». En consecuencia, las otras culturas son diferentes en el sentido de que son desiguales, de hecho inferiores, por naturaleza. Sólo pueden ser «objetos» de conocimiento y/o de prácticas de dominación. Desde esa perspectiva, la relación entre la cultura europea y las otras culturas se estableció y se ha mantenido como una relación entre «sujeto» y «objeto». Bloqueó, por lo tanto, toda relación de comunicación, de intercambio de conocimientos y de modos de producción de conocimientos entre las culturas, ya que el paradigma implica que entre «sujeto» y «objeto» sólo puede haber una relación de externalidad.
Aníbal Quijano citado en Paul Anthony ChambersEpistemology and Domination, 2020

El dualismo sujeto-objeto propuesto por Quijano y otros pensadores decoloniales como Enrique Dussel se basa en una lectura particular de la idea de cogito ergo sum de René Descartes. El «yo» de la expresión icónica «pienso, luego existo» es un «yo» imperial que, según Quijano, «permitía omitir toda referencia a cualquier otro 'sujeto' fuera del contexto europeo».  

Antes que Lyotard, Vattimo y Derrida en Europa, el argentino Enrique Dussel señaló las consecuencias de la crítica de Heidegger a la metafísica occidental y llamó la atención sobre la relación intrínseca entre el sujeto moderno de la Ilustración y el poder colonial europeo. Detrás del ego cogito cartesiano, que inaugura la modernidad, se esconde un logocentrismo a través del cual el sujeto ilustrado se diviniza y se convierte en una especie de demiurgo capaz de constituir y dominar el mundo de los objetos. El ego cogito moderno se convierte así en voluntad de poder: «yo pienso» equivale a «yo conquisto», el fundamento epistémico sobre el que se ha asentado la dominación europea desde el siglo XVI.
Santiago Castro-Gómez citado en Paul Anthony ChambersEpistemology and Domination, 2020

Según la perspectiva decolonial, la colonialidad del saber se refiere a prácticas intelectuales históricamente arraigadas y racialmente impulsadas que elevan continuamente las formas de conocimiento y los «principios generadores de conocimiento» de las civilizaciones colonizadoras, al tiempo que degradan los de las sociedades colonizadas. Destaca el papel del conocimiento en las «violencias» que definieron el dominio colonial, así como la función del conocimiento en el mantenimiento de la percibida jerarquización y opresión racial que se crearon durante este período.

### Aspectos
Sarah Lucia Hoagland identificó cuatro aspectos de la colonialidad de la «práctica del conocimiento angloeuropeo»: 
1. La colonialidad del saber implica prácticas anglo-eurocéntricas, en las que «el único discurso para articular las vidas de las mujeres del Tercer Mundo es uno anglo-europeo normativo y normalizador».  Para Hoagland, los investigadores occidentales evalúan a sus sujetos no occidentales a través del lente de la concepción occidental de «mujer». Al hacerlo, las feministas occidentales interpretan a sus sujetos a través de categorías e ideales occidentales, interpolándolos en la semiótica y las prácticas occidentales. Muchos investigadores feministas occidentales, dijo ella, perciben a sus sujetos a través de constructos culturales que solo los ven como deficientes en comparación con las nociones occidentales de la feminidad y, por lo tanto, en desesperada «necesidad de un rescate iluminado». 
2. El tema de investigación se analiza únicamente a través de la perspectiva de la racionalidad tal como la define la epistemología moderna. Hoagland cita a Aníbal Quijano, quien argumenta que la colonialidad de las prácticas del conocimiento comenzó con la colonización española de las Américas en el siglo XV, haciendo «impensable aceptar la idea de que un sujeto conocedor era posible más allá del sujeto de conocimiento postulado por el propio concepto de racionalidad» consagrado en la epistemología moderna. 
3. Las metodologías de investigación asumen que los «sujetos conocedores (autorizados)» son los únicos agentes en las actividades de investigación, y que es su «prerrogativa» interpretar y empaquetar información dentro de las instituciones que las autorizan. En consecuencia, la «práctica científica occidental» establece al investigador «como juez de credibilidad y guardián de su autoridad», lo que ella identifica como «una representación discursiva de las relaciones coloniales». Este enfoque se basa en el supuesto de que los académicos occidentales están disciplinados para percibir «la interpretación y el empaquetado de la información» como el dominio del «sujeto que conoce», el investigador, en lugar del «sujeto del conocimiento, el que está siendo investigado». Porque se cree que sólo el investigador tiene la autoridad legítima para hacerlo. Según Hoagland, el sujeto conocedor debe ser examinado con el mismo grado de cuidado que los sujetos de conocimiento que los sujetos conocedores examinan. 
4. La colonialidad del saber «presume conmensurabilidad con el discurso occidental» y es la práctica de «traducir y reescribir otras culturas, otros conocimientos y otras formas de ser» al sistema de pensamiento occidental. Hoagland dijo que replantear los reclamos indígenas para hacerlos comprensibles dentro de las instituciones occidentales equivale a reescribir hasta el punto de eliminar la cultura indígena. Debido a que tal sujeto de conocimiento de la investigación no es «abordado como un sujeto conocedor en sus propios términos», ya que «se queda corto como sujeto conocedor en términos occidentales», no es «racional» y no funciona ni abraza la individualidad. 
Según Nick Shepherd, la colonialidad del saber tiene tres dimensiones: estructural y logística, epistemológica y ética y moral. Para Shepherd, los datos o la información fluían en una sola dirección y eran esencialmente de naturaleza extractiva. Información, observaciones y artefactos eran transportados desde el sur y el este globales hacia Europa y América del Norte, donde eran procesados y publicados. Los académicos en las instituciones metropolitanas recibían eventualmente precedencia en el rango y la jerarquía de la disciplina, mientras que aquellos en el sur global eran considerados como «facilitadores locales o colaboradores sobre el terreno». Con frecuencia se les llamaba «informantes», «excavadores» o simplemente «muchachos». Aunque esto ha sido definido como una situación histórica, Shepherd dijo que esta práctica continúa y forma los aspectos estructurales y logísticos de la colonialidad del saber.
En su dimensión epistemológica, Shepherd dijo que la colonialidad del saber pone en duda las categorías y nociones comúnmente aceptadas que caracterizan el proceso intelectual, así como la comprensión de qué es el conocimiento y cómo funciona. Implica comprender cómo los escenarios conjuntos del colonialismo y la modernidad se manifiestan en las formas en que se conceptualiza y forma el conocimiento en diversas disciplinas. En sus dimensiones éticas y morales, la colonialidad del saber se refiere a los derechos y prerrogativas que los profesionales disciplinarios adquieren como parte de su formación, permitiéndoles interferir en lugares y circunstancias como un derecho científico y como un acto moral. Shepherd cita ejemplos de la arqueología en los que las extracciones se llevaban a cabo en lugares sagrados venerados por los lugareños.
De manera similar, Aram Ziai et al identificaron el «problema de la colonialidad» en tres niveles distintos pero interconectados de producción de conocimiento.

A nivel de órdenes de conocimiento, lo vemos en la epistemología (¿Cuál experiencia y conocimiento cuenta como conocimiento válido y científico? ¿Cómo está vinculada una teoría de conocimiento universalmente válido a la depreciación y destrucción de otros conocimientos?) así como en la ontología (¿Qué elementos constituyen nuestro mundo y forman la base de nuestra investigación y cuáles se consideran irrelevantes? ¿Ha sido esto influenciado por la legitimación de la dominación? ¿Percibimos nuestras unidades de análisis como individuales y discretas o como siempre históricamente entrelazadas y enredadas?). A nivel de metodología de la investigación, lo vemos en las relaciones de poder existentes entre sujetos y objetos de investigación (¿Quién es visto como capaz de producir conocimiento? ¿Quién determina el propósito de la investigación? ¿Quién proporciona los datos para la investigación y quién se dedica a la construcción de teoría y a la creación de carreras sobre esta base?). A nivel de la academia, lo vemos en los planes de estudio (¿Qué tipo de conocimiento y qué autores se enseñan en las universidades?) así como en el reclutamiento de académicos (¿Qué mecanismos de exclusión persisten en el sistema educativo determinando quién se convertirá en productor de conocimiento en las instituciones de educación superior?).
Bendix, D.; Müller, F.; Ziai, A.,  Beyond the Master's Tools?: Decolonizing Knowledge Orders, Research Methods and Teaching, 2020

## Efectos
Según William Mpofu, la colonialidad del saber transforma a los sujetos coloniales en «víctimas de la colonialidad del ser», «una condición de inferiorización, periferización y deshumanización», que hace «referencia principal a la experiencia vivida de la colonización y su impacto en el lenguaje». La tesis de la colonialidad del saber afirma que las instituciones educativas reflejan «el entrelazamiento de la colonialidad, el poder y la egopolítica epistémica del conocimiento», lo que explica el «sesgo» que promueve la producción de conocimiento occidentalizada como imparcial, objetiva y universal mientras rechaza la producción de conocimiento influenciada por «la ubicación sociopolítica, la experiencia vivida y las relaciones sociales» como «inferior y pseudocientífica».  Poloma et al dijeron que la dominación mundial del modelo universitario euroamericano personifica la colonialidad del saber, que se refuerza a través de la canonización de los planes de estudio occidentales, la primacía del idioma inglés en la instrucción y la investigación, y el fetichismo de las clasificaciones globales y la certificación euroamericana en países del tercer mundo. 
Silova et al afirmaron que la producción de la colonialidad del saber ha formado sin darse cuenta identidades académicas, socializando tanto a los investigadores «no occidentales o no tan occidentales» en las formas de pensamiento occidentales y marginándolos en los procesos de creación de conocimiento, resultando en «mimetismo académico» o «mimetismo intelectual». La colonialidad del saber ha llevado a la formación de una barrera de conocimiento que impide a estudiantes y académicos generar nuevos conocimientos mediante la adopción de conceptos no occidentales. También tiene un impacto significativo en el currículo convencional, que se basa en las mismas nociones y paradigmas occidentales, lo que dificulta que los estudiantes avancen más allá del marco epistemológico occidental.

## Crítica
En un artículo de 2020, Paul Anthony Chambers dijo que la teoría de la colonialidad del saber, que propone un vínculo entre el legado del colonialismo y la producción, validación y transferencia de conocimiento, es «problemática» en algunos aspectos, particularmente en su crítica a la epistemología cartesiana. Un ejemplo de esto último es un capítulo de 2012 de Sarah Lucia Hoagland que cita a Quijano y dice que la metodología cartesiana practica «el rechazo cognitivo de todo lo que se encuentra fuera de sus límites de sentido ... resultando en un eurocentrismo altamente sofisticado».  Para Hoagland, esta tradición mantiene «relaciones de poder al negar credibilidad epistémica a objetos/sujetos de conocimiento que son marginados, escritos subalternos, borrados, criminalizados ... y con ello negar la relacionalidad».  (Chambers y Hoagland citan a Quijano pero no se citan entre sí).
Si bien Chambers estuvo de acuerdo con gran parte de lo que afirma la teoría de la colonialidad del saber, la criticó por «no demostrar adecuadamente» cómo la epistemología cartesiana/occidental está ligada a patrones injustos de producción global de conocimiento, así como a formas más amplias de dominación y explotación. Chambers reconoció «las dimensiones políticas y sociológicas problemáticas de la producción de conocimiento», que, según dijo, los pensadores decoloniales también enfatizaron, pero objetó algunos de los argumentos subyacentes de la tesis, que culpaba a la epistemología cartesiana de «estructuras injustas de producción de conocimiento global». También sostuvo que esta tesis no logra explicar cómo la epistemología cartesiana ha tenido el impacto afirmado por los pensadores decoloniales. 

Chambers argumentó:
Las afirmaciones de Quijano se basan en una conexión cuestionable entre las categorías epistemológicas cartesianas de sujeto y objeto y la creencia ideológica y racista de que los europeos eran naturalmente superiores a los indígenas y otros pueblos colonizados, quienes eran considerados —aunque no por todos los europeos, por ejemplo, Las Casas—como inferiores debido a su incapacidad para el pensamiento racional y, por lo tanto, más parecidos a los niños y, en consecuencia, efectivamente «objetos» no autónomos.
También dijo: «Si bien tal punto de vista se encuentra infamemente en Kant, no hay evidencia de ello en Descartes».